# Summerdale
Summerdale – miasto w Stanach Zjednoczonych, w stanie Alabama, w hrabstwie Baldwin. Według danych na rok 2020 miejscowość zamieszkiwało 1468 osób, a gęstość zaludnienia wyniosła 55,7 os./km².

## Geografia
Summerdale ma łączną powierzchnię 26,34 km², w tym 26,25 km² stanowi ląd, a 0,09 km² stanowią wody. Miejscowość jest położona 35 m n.p.m..

### Klimat
Średnia temperatura wynosi +19 °C. Najcieplejszym miesiącem jest czerwiec (+26 °C), a najzimniejszym miesiącem jest styczeń (+10 °C). Średnie opady wynoszą 1917 mm rocznie. Najbardziej wilgotnym miesiącem jest luty (251 mm opadów), a najbardziej suchym miesiącem jest październik (60 mm opadów).

## Demografia

### Spis powszechny z 2000 roku
W 2000 roku Summerdale zamieszkiwało 655 osób, a gęstość zaludnienia wyniosła 24,86 os./km². Miasto liczyło wówczas 255 gospodarstw domowych, w których mieszkały 184 rodziny. Większość mieszkańców (90,23%) stanowili biali, natomiast 4,89% mieszkańców stanowili przedstawiciele rasy czarnej. Pozostałe 4,88% mieszkańców stanowili Azjaci (0,15%), Latynosi (2,29%), przedstawiciele rdzennej ludności (1,07%) oraz pozostałe 1,37% inne rasy człowieka.

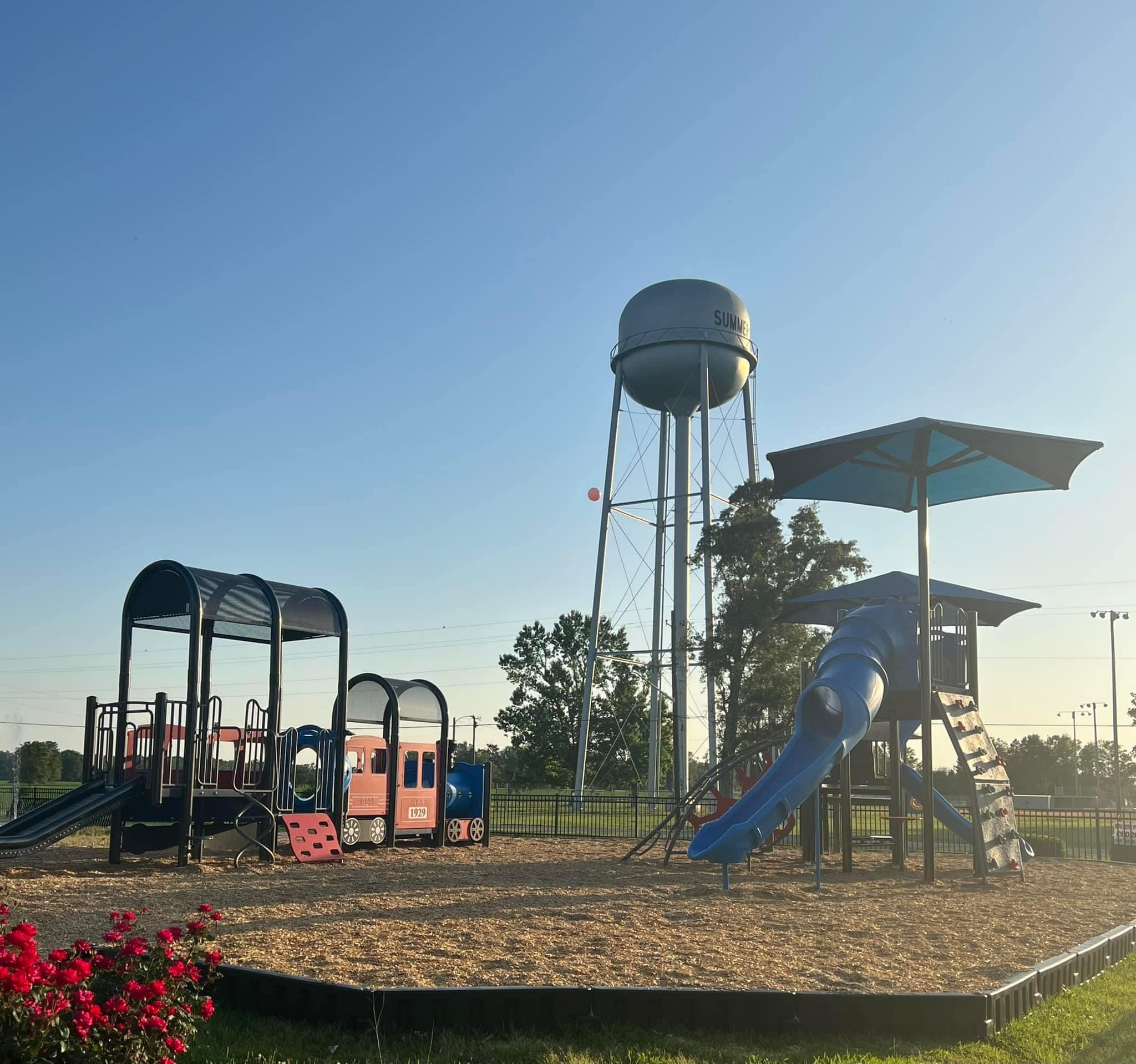
Plac zabaw w Summerdale

### Spis powszechny z 2020 roku
W 2020 roku Summerdale liczyło 634 gospodarstwa domowe, w których mieszkały 534 rodziny. Większość mieszkańców (84,6%) stanowili biali, natomiast 3,75% mieszkańców stanowili przedstawiciele rasy czarnej. Pozostałe 11,65% mieszkańców stanowili Azjaci (1,02%), Latynosi (4,43%), przedstawiciele rdzennej ludności (0,27%) oraz pozostałe 5,93% inne rasy człowieka. Średni wiek wszystkich mieszkańców wynosił ok. 40 lat, natomiast 24,3% wszystkich mieszkańców stanowiły osoby powyżej 65. roku życia.
Historyczna populacja:
| Rok        | 1930 | 1940   | 1950    | 1960 | 1970  | 1980  | 1990  | 2000   | 2010   | 2020   |
| ---------- | ---- | ------ | ------- | ---- | ----- | ----- | ----- | ------ | ------ | ------ |
| Ludność    | 267  | 239    | 489     | 533  | 550   | 546   | 559   | 655    | 862    | 1468   |
| Zmiana w % |      | –10,5% | +104,6% | +9%  | +3,2% | –0,7% | +2,4% | +17,2% | +31,6% | +70,3% |